# Čebulna muha
Čebulna muha (znanstveno ime Delia antiqua) je škodljivec kmetijskih rastlin, predvsem čebule in pora.

## Opis
Odrasla čebulna muha doseže v dolžino med 6 in 7 mm, ličinka je žerka, ki doseže v dolžino med 8 in 10 mm. Buba je rjave barve in v dolžino meri okoli 7 mm. Ličinke se zabubijo v zemlji, prva in druga generacija se razvijeta v istem letu po dveh do treh tednih, tretja generacija pa prezimi kot buba. Spomladi iz bube izleti odrasla muha. Žerke se hranijo s čebulicami čebule, šalotke, česna in pora in lahko ob ugodnih razmerah povzročijo veliko gospodarsko škodo.